# Minori
minori（みのり）是日本成人遊戲製作公司。曾是CoMix Wave的軟件部，隨著2007年3月CoMix Wave的分割而在翌月成為正式公司。minori這個公司名是從同公司的口號「We always keep minority spirit.」而來。作品中登場的女性外表多為年少但心理上卻很成熟，而開頭影片多為新海誠製作，作品多是群像劇和互動小說。
2009年6月25日起，官方网站（同时包括下属所有相关作品的独立子站点）屏蔽日本以外地区的访问。肇因於Illusion公司的作品电车之狼在英国亚马逊网站遭到总部位于英国伦敦的国际女权组织Equality Now的抗议而下架。随后以minori为代表，众多日本美少女遊戲公司纷纷跟进效仿。目前已有部分公司（如MOONSTONE）解除访问限制。
2019年2月28日，minori宣布「これにて『minoriの作品制作』、终幕！」，正式停止新作品开发，并解散了制作团队，仅保留部分下载和销售业务。

## 作品列表
- 2001年8月31日－BITTERSWEET FOOLS
- 2002年4月19日－Wind -a breath of heart-
- 2002年12月27日－
- 2004年7月23日－春天的足音（はるのあしおと）
- 2004年11月5日－Wind -a breath of heart- Re:gratitude
- 2005年3月25日－ANGEL TYPE（日语：ANGEL TYPE）（以「minori feat. Aeris」的名義發售）
- 2006年3月31日－櫻花綻放之時 - 春天的足音 Pleasurable Box -
- ef - a fairy tale of the two.
  - ef - First Fan Disc（先行fandisk）
    - 2006年8月11日－13日 於C70先行發售
    - 2006年8月25日 一般發售

  - 2006年12月22日－ef - the first tale.（第1部）
  - 2008年5月30日－ef - the latter tale.（第2部）
  - 2010年9月17日－
- 2009年9月18日－eden*
- 2011年12月29日 -  - NICE TO MEET YOU！
- 2012年5月18日 - すぴぱら - Alice the magical conductor. STORY#01 Spring Has Come !
- 2012年12月21日 - 夏空的英仙座（夏空のペルセウス）
- 2014年1月31日 - 12の月のイヴ（日语：12の月のイヴ）
- 2015年2月27日 - 永不落幕的前奏詩（ソレヨリノ前奏詩）
- 2016年2月26日 -
- 2017年3月31日 -
- 2018年1月26日 -
- 2019年1月25日 -

## 外部連結
- minori官方網站入口（日本以外IP無法直接瀏覽主頁面，會被導向至英文版mangagamer.com的網誌。）
- minori在視覺小說數據庫的頁面（英文）
- minori在動畫新聞網百科全書中的資料（英文）